# Попово (Лемборський повіт)
Попово (пол. Popowo, нім. Poppow) — село в Польщі, у гміні Цевиці Лемборського повіту Поморського воєводства.
Населення — 217 осіб (2011).
У 1975-1998 роках село належало до Слупського воєводства.

## Демографія
Демографічна структура станом на 31 березня 2011 року:
|          | Загалом | Допрацездатний вік | Працездатний вік | Постпрацездатний вік |
| -------- | ------- | ------------------ | ---------------- | -------------------- |
| Чоловіки | 117     | 43                 | 68               | 6                    |
| Жінки    | 100     | 32                 | 56               | 12                   |
| Разом    | 217     | 75                 | 124              | 18                   |